# Acanthella costata
Acanthella costata är en svampdjursart som beskrevs av Kieschnick 1900. Acanthella costata ingår i släktet Acanthella och familjen Dictyonellidae.
Artens utbredningsområde är havet kring Indonesien. Inga underarter finns listade i Catalogue of Life.